# Громов, Виктор Алексеевич
Виктор Алексеевич Громов (7 [19] марта 1899, Москва — 14 марта 1975, Москва) — советский актёр театра и кино, режиссёр-мультипликатор и сценарист. Участвовал в создании мультипликационных фильмов. Заслуженный деятель искусств РСФСР (1958).

## Биография
Родился 7 (19) марта 1899 года в Москве. Его отец, умерший в 1927 году, был конторским служащим на ткацкой фабрике С. В. Морозова (Богородско-Глуховская мануфактура); мать работала там же ткачихой, но выйдя замуж, оставила работу и занималась домашним хозяйством и воспитанием многочисленных детей, за что в 1945 году получила звание матери-героини и соответствующий орден.
Несмотря на материальные затруднения, родители определили его в 10-ю московскую гимназию, которую он и окончил с золотой медалью в 1917 году. Поступил на медицинский факультет Московского университета, однако увлечение драматическим искусством, начавшееся ещё в гимназический период, привело его в 1918 году в театральную студию при Театральном отделе Наркомпросса, где преподавали артисты 1-й студии МХТ. Он оставил университет после судьбоносного знакомства с Михаилом Александровичем Чеховым.
После специального двухгодичного курса обучения у К. С. Станиславского в 1922 году он был принят в труппу 1-й Студии МХАТа (с 1924 года — МХАТ 2-й), в которой стал соратником и единомышленником М. А. Чехова. Он участвовал во многих режиссёрских опытах Чехова, вместе с ним в 1928 году поставил «Фрола Севастьянова» Ю. Родиана и П. Н. Зайцева. Как актёр, в 1924—1928 годах он был занят в небольших ролях и эпизодах: могильщика («Гамлет» В. Шекспира), Бельского («Смерть Иоанна Грозного» А. К. Толстого), 2-го халдея («Блоха» Е. И. Замятина), Бионделло («Укрощение строптивой» В. Шекспира), Парамонова («Дело» А. В. Сухово-Кобылина) и других.
Был режиссёром и педагогом Пролеткульта и Государственного института музыкальной драмы (1919—1927).
В сентябре 1929 года В. А. Громов по направлению Центропосредрабиса (Центрального посреднического бюро по найму работников искусств) был направлен в командировку за границу, где присоединился к оставшемуся в Германии М. А. Чехову и до 1934 года работал с ним в Праге, Риге, Каунасе и Париже; также ставил самостоятельные спектакли: в частности, на сцене латвийской Национальной оперы им были осуществлены постановки «Корневильских колоколов» Р. Планкета и «Сильвы» И. Кальмана.
В 1934 году, после возвращения на родину по рекомендательному письму М. А. Чехова был принят, по рекомендации Чехова, в театр В. Э. Мейерхольда, где проработал до закрытия театра в 1938 году. Затем, с частью мейерхольдовцев перешёл в труппу Театра имени Моссовета.
В 1940 году был приглашён в качестве главного режиссёра в театре кукол Сергея Владимировича Образцова, с которым был знаком ещё со времён МХАТа 2-го. Одновременно, с 1943 года начал сотрудничать с киностудией «Союзмультфильм» (режиссёр-консультант; с 1948 года перешёл в её штат, был членом худсовета). Поставил самостоятельно несколько графических мультфильмов. Принимал участие в возрождении объёмной мультипликации на киностудии «Союзмультфильм».
С 1952 года в течение 10 лет был художественным руководителем Театра на Никольской (сейчас Московский театр кукол на Спартаковской).
Последние 10 лет жизни совместно с супругой Александрой Давыдовной Громовой (1904—1990) выступал с концертными программами: «Как добываются миллионы», в которой использовал куклы и декорации, и «Госпожа советница». С января 1966 года состоял в штате Москонцерта в качестве артиста разговорного жанра.
Написал книги «Михаил Чехов» (Москва: Искусство, 1970. — 216 с., 33 л. ил) и «Софья Гиацинтова» (Москва: Искусство, 1976. — 207 с., 16 л. ил.).
Умер 14 марта 1975 года. Похоронен на Донском кладбище.

## Награды и премии
- 1947 — «Конёк-Горбунок» — Почётный диплом на III МКФ в Марианских Лазнях (ЧССР), 1948;
- 1947 — «Конёк-Горбунок» — Специальная премия жюри на IV МКФ в Каннах, 1950;
- 1948 — «Цветик-семицветик» — Премия за лучший фильм для детей на IV Международном кинофестивале в Марианске-Лазне (ЧССР), 1949.

## Фильмография

### Актёр
1. 1927 — Человек из ресторана — официант
2. 1938 — Семиклассники — Иван Кузьмич
3. 1939 — Эскадрилья № 5 — генерал Гофер (начальник вражеского укрепрайона)
4. 1939 — Подкидыш — отец Нины
5. 1940 — Гибель «Орла» — Михаил Терентьевич Груздёв (боцман «Орла» и капитан «Камбалы»)
6. 1951 — Совесть мира — Майер
7. 1962 — Деловые люди — мистер Уильямс
8. 1970 — И был вечер, и было утро… — доктор
9. 1976 — Сибирь — профессор

### Режиссёр-консультант
1. 1945 — Теремок
2. 1947 — Конёк-Горбунок
3. 1948 — Цветик-семицветик
4. 1948 — Серая Шейка

### Режиссёр
1. 1949 — Весенняя сказка
2. 1949 — Мистер Уолк
3. 1950 — Дудочка и кувшинчик
4. 1951 — Друзья-товарищи
5. 1953 — Волшебная птица
6. 1954 — Танюша, Тявка, Топ и Нюша

### Сценарист
1. 1928 — Без ключа
2. 1954 — Танюша, Тявка, Топ и Нюша